# Castro (Bóveda)
Castro (en gallego y oficialmente O Castro) es una localidad del municipio de Bóveda, en la provincia de Lugo, España. Pertenece a la parroquia de Tuimil.
Se encuentra a 390 metros de altitud junto al río Viloria y cerca de A Lomba do Castro, de la que toma el nombre. En 2023 tenía una población de 1 habitante, 0 hombres y 1 mujer.